# Râul Valea Mare, Cladova
Râul Valea Mare este un curs de apă, afluent al râului Cladova. 